# Вікторія Террас
Вікторія Террас  (англ. Victoria Terrasse) — це історичний будівельний комплекс, що знаходиться в Осло, Норвегія. Сьогодні в будівлях комплексу знаходяться Міністерство закордонних справ Норвегії та Національна бібліотека Норвегії.

## Історія
"Вікторія Террас" було побудовано між 1884 і 1890 роками за проектом архітектора Хенріка Трап-Мейєра. Будівельний комплекс було названо на честь Вікторії Баденської (1862-1930), дружини короля Швеції та Норвегії Густава V (1858-1950).
Спочатку "Вікторія Террас" використовувався як житлово-офісний комплекс. З 1891 по 1895 рік тут проживав видатний драматург Генрік Ібсен (1828-1906). У південному крилі збереглася їдальня з автентичним інтер'єром тих років.
З 1913 року комплекс використовувався урядом Норвегії. У ньому розміщувалися офіси поліції, міністерств та відомств.
Під час окупації Норвегії нацистською Німеччиною "Вікторія Террас" служив штаб-квартирою гестапо. В офісах будівель проводилися допити ув'язнених, тому це місце стало синонімом катувань та знущань. Багато в'язнів наклали на себе руки під час очікування допитів.
Союзні бомбардувальники намагалися знищити гестапо в будівлі "Вікторія Террас" двічі. Перший раз це відбулося 25 вересня 1942 р., тоді вони не поцілили у будівлю. Вдруге, 31 грудня 1944 р., союзники поцілили, але разом з будівлею згорів трамвай з 55 пасажирами, який знаходився поруч.

## Архітектура
Будівельний комплекс "Вікторія Террас" складається з трьох кварталів. Квартали утворюють узгоджену композицію в так званому «стилі Ганновера». 
Будівлі виділяються оздобленням фасадів та великою кількістю деталей з кованого заліза. Фасади з'єднані відносно глибоко профілізованими горизонтальними смугами, що сполучають два основні поверхи. Зовні будівлі комплексу оздоблені полірованою білою цеглою та прикрашені декоративними вежами, куполами та шпилями.

## Галерея
| Фасад будівлі комплексу "Вікторія Террас" |
| Фасад будівлі комплексу "Вікторія Террас" |

| Декоративні елементи сходів у "Вікторія Террас" |
| Декоративні елементи сходів у "Вікторія Террас" |

| Декоративні елементи сходів у "Вікторія Террас" |
| Декоративні елементи сходів у "Вікторія Террас" |

| Декоративні елементи сходів у "Вікторія Террас" |
| Декоративні елементи сходів у "Вікторія Террас" |

| Будівля "Вікторія Террас" |
| Будівля "Вікторія Террас" |